# Otmica Leukipovih kćeri
Otmica Leukipovih kćeri je slavno ulje na platnu Petera Paula Rubensa iz 1615. godine koje je jedno od najdramatičnijih slika baroka i europskog slikarstva općenito.
Naslikana je 1618. godine i na slici su prikazani mitološki likovi smrtnog Kastora i besmrtnog Polideuka (Dioskuri), koji otimaju Febu i Hileiru, Leukipove kćeri. Njegove kćeri su bile obećane blizancima i Leukipovim nećacima, rođacima Kastora i Polideuka, Idi i Linkeju. Oni su ubili Kastora, a Polideuku je Zeus dao besmrtnost koju je on potom molio za svoga brata Kastora. Naposljetku su braća uznesena na Olimp.
Na slici je prikazan trenutak otmice djevojaka bez odjeće, koje su potom odnijeli na konjima. Kastor je bio krotitelj konja i na slici je prepoznatljiv po svom oklopu, dok je Polideuk prikazan s golim i slobodnim gornjim dijelom tijela. Razlikuju se i po konjima; Kastorov je odmjeren i čuva ga kerubin, dok je Polideukov propet. Tijela žrtava su izrazito svijetla u odnosu na tijela otimača, a u kontrastu su i njihove pozicije tijela, izgled konja, izgled otmičara, dok su sestre identične (ne zna se koja je koja). Sestre su klasičan primjer Rubensove strasti za slikanjem punašnih žena.
Kompozicija na ovoj slici se otvara kao procvali buket. Dvije divergentne dijagonale rastu od središta slike, gdje se nalaze stopala žrtava i otimača čija tijela opisuju nekoliko elipsa. Svi se nalaze u neprirodnim pozicijama pojačavajući dramatiku trenutka. Slikom je izražena napetost, a vrhunac tenzije je prostor između sestara - efekt puzle.
Ovo je jedna od najranijih djela na kojoj je Rubens uskladio svoja klasična i barokna stremljenja.
Sliku je 1716. godine kupio Johann Wilhelm II, izborni knez Rajnski koji ju je odnio u Mannheim, da bi slika oko 1806. godine završila u Münchenu.